# Croix du Mérite d'aide à la guerre
La Croix du Mérite d'aide à la guerre est offerte par l'empereur Guillaume II le 5 décembre 1916. Elle peut être décernée à tous les hommes et femmes qui se sont particulièrement distingués dans leur service patriotique.

## Style et port
La médaille est une croix à huit pointes en zinc fin gris et porte l'inscription FÜR KRIEGS-HILFSDIENST dans le médaillon et en dessous deux branches de feuilles de chêne croisées, au dos l'initiale WR (Wilhelm Rex) surmontée d'une couronne.
La distinction est portée sur un ruban blanc avec six bandes noires et une bordure rouge sur la poitrine gauche.